# Myny-futbol'nyj klub Viten
Il Myny-futbol'nyj klub Viten è una squadra bielorussa di calcio a 5 con sede a Orša, di proprietà del Ministero dell'Energia della Bielorussia.

## Storia
La società è stata fondata nel 1997 con il nome di Energetik Orša per poi mutare denominazione in Vitebskenergo Orša nel 2004 e quindi, tre anni più tardi, in VitEn. Nelle stagioni 2007-08 e 2008-09 la squadra ha giocato a Novolukom mentre tra il 2011 e il 2016 a Vicebsk. Gioca nella prima divisione del campionato bielorusso di calcio a 5; ha vinto il suo primo titolo nazionale al termine della stagione 2007-08, dopo due piazzamenti d'onore nelle precedenti stagioni. Nella stagione successiva il VitEn ha bissato il titolo, conquistando anche la sua prima coppa nazionale.

## Rosa 2009-10
| N. |                        | Ruolo | Calciatore          |
| -- | ---------------------- | ----- | ------------------- |
| 2  | Bielorussia (bandiera) | G     | Dzmitry Matsiuk     |
| 3  | Bielorussia (bandiera) | G     | Vladzimir Kapitonau |
| 4  | Bielorussia (bandiera) | G     | Viktor Ivanyutin    |
| 8  | Ucraina (bandiera)     | G     | Oleksandr Proskurin |
| 9  | Bielorussia (bandiera) | G     | Sergei Bychinski    |
| 10 | Bielorussia (bandiera) | G     | Vladzimir Shumski   |
| 11 | Bielorussia (bandiera) | G     | Sergei Kuznetsov    |

| N. |                        | Ruolo | Calciatore        |
| -- | ---------------------- | ----- | ----------------- |
| 12 | Bielorussia (bandiera) | G     | Artur Navoichik   |
| 13 | Bielorussia (bandiera) | G     | Yury Aleinikau    |
| 14 | Bielorussia (bandiera) | G     | Aleh Harbenka     |
| 15 | Bielorussia (bandiera) | G     | Aliaksandr Kalm   |
| 16 | Bielorussia (bandiera) | G     | Nikolai Gurinchik |
| 99 | Ucraina (bandiera)     | G     | Vadym Ivanov      |

## Palmarès
- Campionato bielorusso: 5
2007-08, 2008-09, 2012-13, 2019-20, 2020-21[1]
- Coppa della Bielorussia: 4
2008-09, 2009-10, 2017-18, 2023-24[2]